# 2002–2003-as magyar férfi röplabdabajnokság
A 2002–2003-as magyar férfi röplabdabajnokság az ötvennyolcadik magyar röplabdabajnokság volt. A bajnokságban hat csapat indult el, a csapatok négy kört játszottak, majd az alapszakasz után play-off rendszerben játszottak a végső helyezésekért.

## Alapszakasz
| #  | Csapat                       | M  | Gy | V  | Sz+ | Sz- | P  |
| -- | ---------------------------- | -- | -- | -- | --- | --- | -- |
| 1. | Vegyész RC Kazincbarcika     | 20 | 15 | 5  | 53  | 24  | 35 |
| 2. | Kométa Kaposvár SE           | 20 | 14 | 6  | 44  | 30  | 34 |
| 3. | Dunaferr SE                  | 20 | 11 | 9  | 40  | 33  | 31 |
| 4. | Phoenix-Mecano-Kecskeméti RC | 20 | 10 | 10 | 41  | 36  | 30 |
| 5. | Nyíregyházi VRC              | 20 | 10 | 10 | 37  | 35  | 30 |
| 6. | DFRC Szeged                  | 20 | 0  | 20 | 3   | 60  | 20 |

* M: Mérkőzés Gy: Győzelem V: Vereség Sz+: Nyert szett Sz-: Vesztett szett P: Pont

## Rájátszás
Elődöntőbe jutásért: Dunaferr SE–DFRC Szeged 3:0, 3:1 és Phoenix-Mecano-Kecskeméti RC–Nyíregyházi VRC 0:3, 3:1, 2:3
Elődöntő: Vegyész RC Kazincbarcika–Nyíregyházi VRC 3:2, 3:0, 3:0 és Kométa Kaposvár SE–Dunaferr SE 1:3, 3:2, 3:1, 3:0
Döntő: Vegyész RC Kazincbarcika–Kométa Kaposvár SE 2:3, 3:0, 3:2, 0:3, 3:1
3. helyért: Dunaferr SE–Nyíregyházi VRC 3:0, 3:0, 3:0

## NB I.
1. Szolnoki Titász RK 49, 2. Dági SE 46, 3. NAFA RC Kaposvár 44, 4. MAFC 39, 5. LRI-Malév SC 38, 6. Veszprémi RC 42, 7. Dabasi RC 39, 8. Debreceni EAC 38, 9. Sárberki SE 37, 10. Zalaegerszegi TE 33 pont.